# Radula protensa
Radula protensa là một loài rêu trong họ Radulaceae. Loài này được Lindenb. mô tả khoa học đầu tiên năm 1848.